# Ulrich N. Schulenburg
Ulrich Norbert Schulenburg (* 17. Juni 1941 in Wien) ist ein österreichischer Verleger und Autor. Er ist seit 1984 Miteigentümer des Thomas Sessler Verlages und war dessen Geschäftsführer.

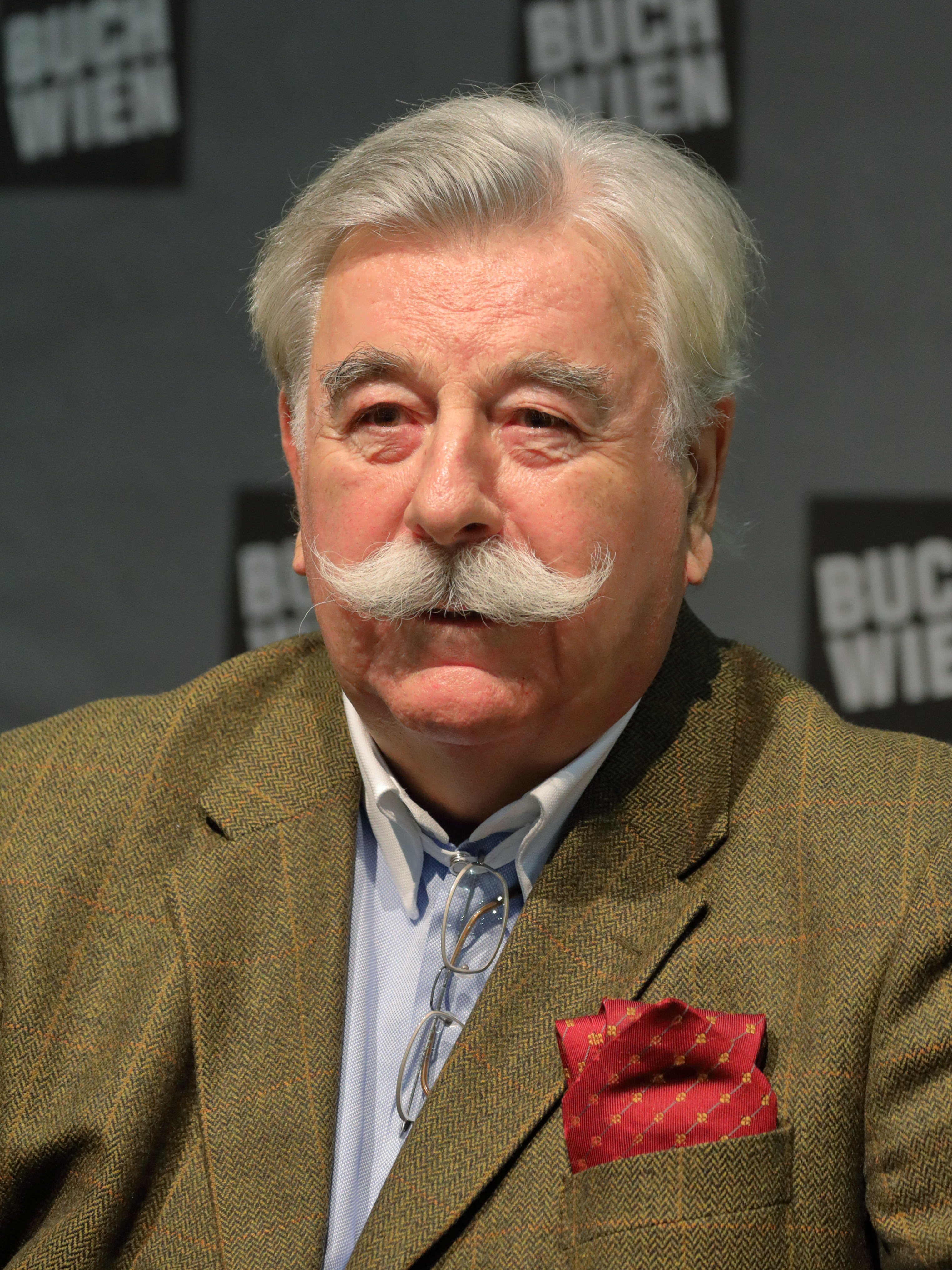
Ulrich N. Schulenburg (2019)

## Biografie
Schulenburg wurde als Sohn des Alfons Maria Schulenburg und Maria, geb. Simatovich, geboren. Nach dem Besuch der Volks- und Mittelschule absolvierte er 1959 einen Lehrgang für Werbung und Verkaufstechnik an der Wirtschaftsuniversität Wien. Nach dem Dienst beim Bundesheer arbeitete er zunächst für die Internationale Atomenergie-Organisation (IAEO), dann für den Computerkonzern Olivetti, wo er zuletzt eine Position als Abteilungsleiter innehatte.
Im Jahre 1969 übernahm er die Geschäftsführung des Thomas Sessler Verlags, Wien (ehem. Georg Marton Verlag). Durch den Zukauf der Universal Edition-Schauspielabteilung im Jahre 1973 erwirkte er die Rechteübernahme der Werke von den Autoren H. C. Artmann, Peter Turrini, Wilhelm Pevny, Franz Xaver Kroetz. Es folgten  Aufenthalte in den USA, u. a. in Los Angeles, in den Jahren 1978 bis 1980. Durch  Kontakte zur Emigrantenszene, die hauptsächlich durch Germanistikprofessor Cornelius Schnauber ermöglicht wurden, konnte Schulenburg  Filmautorenrechte und Nachlässe sichern, darunter Fritz Lang, Walter Reisch, Erich Pommer, Curt und Robert Siodmak, Henry Koster, Josef von Sternberg, Billy Wilder. Außerdem war er gelegentlich Mitveranstalter des von Schnauber gegründeten Austrian-German-Swiss-Semesters am German Department der University of Southern California.
Seit 1984 ist Schulenburg Miteigentümer und Geschäftsführer des Thomas Sessler Verlags. Ihm gelang die Sicherung der Nachlässe  von Ödön von Horváth, Alexander Roda Roda, Helmut Qualtinger, Jesse Thor, Karl Farkas. Er war 1970 Initiator der Ödön v. Horváth-Gesamtausgabe im Suhrkamp Verlag. Außerdem ist er Entdecker und Förderer der literarischen Talente Brigitte Schwaiger, Silke Hassler und Daniel Kehlmann. 1992 wurden unter der Leitung von Schulenburg die Filmfirmen Wien-Film und Sascha-Film, gemeinsam mit Hubert Schmitt vom Bundesministerium für Finanzen angekauft.
1993 übernahm der Thomas Sessler Verlag die österreichische Vertretung des Verlags Boosey & Hawkes in London. Damit gelang ihm der Ausbau der E-Musikabteilung im Thomas Sessler Verlag. Von 1982 bis 1988 war er Vizepräsident des österreichischen Bühnenverlegerverbandes. Von 1999 bis 2011 war er Vizepräsident der Literar-Mechana. 2011 erschien seine Autobiographie unter dem Titel „Sie werden lachen, alles ist wahr“ im Amalthea-Verlag.
Ulrich N. Schulenburg ist verheiratet mit Sabine Schulenburg und hat zwei Söhne. Er lebt in Wien.

## Auszeichnungen
- 1996: Verleihung des Berufstitels „Professor“
- 2001: Ehrenkreuz für Wissenschaft und Kunst I. Klasse
- 2005: Goldenes Ehrenzeichen für Verdienste um das Bundesland Niederösterreich
- 2008: Goldenes Ehrenzeichen für Verdienste um das Land Wien[1]
- 2011: Großes Goldenes Ehrenzeichen für Verdienste um das Bundesland Niederösterreich
- 2013: Großes Ehrenzeichen für Verdienste um die Republik Österreich
- 2014: Verdienstkreuz I. Klasse der Bundesrepublik Deutschland

## Publikationen
Als Herausgeber 
- mit Helmut Stefan  Milletich: Franz Theodor Csokor 1885-1969. Lebensbilder eines Humanisten, Löcker 1992.
- Anton Kuh – Der unsterbliche Österreicher, Löcker 2001.
- mit Karl Müller, Ute Karlavaris-Bremer: Geboren in Fiume – Ödön von Horváth, Löcker 2001.
- Souffleurkasten-Textreihe.
- Felix Dvorak: Theaterstücke 1-4, 2006/09.

 Als Autor 
- Sie werden lachen, alles ist wahr. Anekdoten eines Glücksritters, Amalthea 2011.
- Mich wundert nichts mehr: Fortgeschriebene Erinnerungen, Amalthea 2016.
- Gestörte Kreise eines Unzufriedenen, Wieser Verlag 2021.
- Schwester Bonaventura, Wieser Verlag 2021.
- Gemeinsam sind Rückblicke schöner. Ulrich Norbert Schulenburg zum 80. Geburtstag, Wieser Verlag 2021.
- Matthias von Guttenberg – Ein Leben für die Tradition, Wieser Verlag 2021.